# Vili (futbolista)
Evilasio Sánchez Ibargüen (Llanes, Asturias, España, 24 de mayo de 1956), conocido como Vili, es un exfutbolista español. Desarrolló toda su carrera deportiva en el Real Oviedo.

## Trayectoria
Se formó en la cantera del Real Oviedo hasta debutar con el primer equipo en la temporada 1978/79 cuando el club militaba en Segunda División B. En la temporada 1984/85, consiguió el único título oficial que figura en el palmarés del Real Oviedo: la Copa de la Liga de Segunda División. Asimismo consiguió el último ascenso del conjunto azul a Primera División en la temporada 1987/88.
En su última temporada como profesional sólo jugó unos minutos en Primera División cuando, en el último partido en el estadio Carlos Tartiere, frente al R. C. Celta de Vigo y con el marcador un claro 4-0, Vicente Miera le dio entrada al campo. Vili recibió una enorme ovación. Llegó a disputar 335 partidos de Liga con el Real Oviedo, siendo el cuarto jugador de la entidad con más encuentros en la competición.
Tras su retirada siguió trabajando dentro del organigrama del Real Oviedo, donde ha desempeñado diversas funciones: delegado del club, relaciones públicas y, actualmente, gerente.

## Clubes
| Club        | País   | Años      |
| ----------- | ------ | --------- |
| Real Oviedo | España | 1978-1989 |

## Palmarés
| Título                             | Club        | País   | Año  |
| ---------------------------------- | ----------- | ------ | ---- |
| Copa de la Liga (Segunda División) | Real Oviedo | España | 1985 |